# Козьо-Вальтеллино
Ко́зьо-Вальтелли́но (итал. Cosio Valtellino) — коммуна в Италии, в провинции Сондрио области Ломбардия.
Население составляет 5205 человек (на 2004 г.), плотность населения составляет 223 чел./км². Занимает площадь 23 км². Почтовый индекс — 23013. Телефонный код — 0342.
Покровителем коммуны почитается святитель Мартин Турский, празднование 11 ноября.